# Pamela Cook
Cet article concerne la claveciniste britannique. Pour la mathématicienne américaine, voir Pamela Cook (mathématicienne).
Pour les articles homonymes, voir Cook.
Pamela Cook, née en 1937 et morte en août 2013, est une claveciniste classique britannique, fondatrice et directrice d'un chœur de jeunes filles.

## Biographie
Pamela Cook, née en 1937, est une claveciniste classique britannique. Par ailleurs, elle est enseignante, notamment au Royal Northern College of Music et au Conservatoire royal de Birmingham (en). Elle donne des conférences en physiologie, utilisation et soin de la voix. Elle est membre de jurys de concours internationaux au Royaume-Uni, ainsi que du BBC Choir of the Year et elle est commentatrice experte pour le BBC Cardiff Singer of the World competition. 
En 1968, Pamela Cook crée le chœur Cantamus Girls Choir (en) à Mansfield, en Angleterre — composé d'environ quarante jeunes filles âgées de treize à dix-neuf, voire vingt-deux ans — puis crée un nouveau chœur pour les filles, à partir de neuf ans,.
Pamela Cook dirige et accompagne le Cantamus Girls Choir, qui remporte de nombreux prix et reçoit un accueil critique très favorable.
En décembre 2005, le chœur enregistre l'album Cantamus sous le label EMI, sur lequel la reprise de la chanson Everybody's Got to Learn Sometime entre dans le UK Singles Chart. 
Pamela Cook est récompensée de l'Outstanding Conductor Award.
Pamela Cook forme musicalement Ann Irons, cheffe de chœur et directrice artistique ainsi qu'Elaine Guy, cheffe de  chœur et directrice adjointe.
Pamela Cook meurt à l'automne 2013,.

## Prix et distinctions
Pamela Cook reçoit de nombreux prix et distinctions, dont : 
- 1984 : membre de l'Ordre de l'Empire britannique[5]
- 1990 : Honorary Associate de la Royal Academy of Music[5]
- 1993 : 
  - Honorary Fellow du Conservatoire royal de Birmingham (en)[5]
  - Paul Harris Fellowship du Rotary International[5]
- 2003 : Vice-Presidente de l'Association of British Choral Directors, aux côtés de John Rutter et Brian Kay[5]
- 2010 : Fellow de la Royal Academy of Music[5]

## Discographie

### Instrumentiste
Pamela Cook enregistre notamment au clavecin des disques de Jean-Sébastien Bach,,, ainsi que de Carlos de Seixas, Frei Jacinto et Domenico Scarlatti.
- Bach, Concertos pour 2, 3 et 4 clavecins - Pamela Cook, Sylvia Marlowe, Theodore Saidenberg et Robert Conant, clavecins (1960, LP Brunswick SXA 4003)
- Scarlatti, 12 sonates pour clavier : K. 87, 119, 159, 160, 201, 247, 397, 427, 517, 519, 545 et 531 (1967, LP Musical Heritage Society MHS 1207)
- Carlos de Seixas et Frei Jacinto, 15 sonates et toccatas (1967 ?, LP Musical Heritage Society MHS 1208)

### Cheffe de chœur
En tant que cheffe de chœur, elle supervise les disques suivants :
- Cantamus II : A Ceremony of Carols op. 28 de Benjamin Britten - Osian Ellis, harpe (juillet 1977, LP Electric Cat Records FM003)
- Cantamus Girls' Choir - Rohan de Saram, violoncelle ; Michael Neaum, piano (LP Trygg Recordings TRG 82107)
- Noël avec Cantamus : chants de Noël (1998) (OCLC 81063810)
- 2001 – Aurora ; London Mozart Players, dir. David Angus ; John Parricelli et Huw Davies, guitare (Warner Music 8573-87312-2) (OCLC 81062496)

1. Aurora
2. Summer Song
3. Stay a While
4. El Viaje (The Journey)
5. Astalucia
6. Algun otro sitio (Somewhere Other)
7. Symphonie Lumiere
8. Beautiful Peace (Cudoviti Mir)
9. In My Dreams (les plages 4-9 forment une suite espagnole)

- 2005  - Cantamus  (EMI 3 41017 2)[10]

1. I Still Haven't Found What I'm Looking For
2. Fix You
3. Everybody's Gotta Learn Sometime
4. Universal Song
5. So Deep Is The Night
6. Bridge Over Troubled Water
7. Ave Maria
8. Soul Mining
9. The Rose
10. Over The Rainbow
11. Stay Another Day
12. Serenade
13. Allundé